# اعتلال غضروفي
الاعتلال الغضروفي (بالإنجليزية: Chondropathy)‏ في الطب يشير إلى أي مرض يصيب الغضروف. وكثيرا ما يقسم إلى 5 درجات، وتحدد الدرجات من 0-2 بأنها طبيعية، ومن 3-4 بأنها معتلّة أو مريضة.

## أمراض الغضروف
بعض الأمراض الشائعة التي تؤثر على/تشمل الغضروف مدرجة أدناه:
- فصال عظمي: الغضروف الذي يغطي العظام الغضروف المفصلي يكون ضعيفاً أو رقيقاً أو هشاً، وفي النهاية يكون بالياً تماما، مما يؤدي إلى احتكاك «العظم بالعظم»، مما يؤدي إلى الألم وقلة الحركة. الفصال العظمي شائع جدا، ويؤثر على المفاصل التي تتعرض لإجهاد شديد وذلك يعتبر نتيجة «البلى» أو «التلف» بدلا من المرض الحقيقي. ويتم معالجتها من خلال تقويم المفصل استبدال المفصل بمفصل اصطناعي مصنوع من التيتانيوم والتفلون. وقد تبين أن سلفات الكوندرويتين، مونومور متعدد السكاريد جزء من بروتيوغليكان، تقلل من أعراض الفصال العظمي، ربما عن طريق زيادة تخليق المصفوفة خارج الخلية.
- الدانة: انخفاض انتشار الخلايا الغضروفية في الصفيحة المشاشية من العظام الطويلة خلال مرحلة الرضاعة والطفولة، مما أدى إلى التقزم.
- Costochondritis: التهاب الغضروف في الأضلاع مما يسبب ألماً في الصدر.
- انزلاق غضروفي: الضغط غير المتكافئ بين الأقراص الفقرية يمزق القرص مما تسبب انفتاق لمحتوياته اللينة. الفتق يضغط على الأعصاب المجاورة ويسبب آلام الظهر.
- التهاب الغضاريف الناكس: تدمير الغضروف (ربما المناعة الذاتية)، وخاصة في الأنف والأذنين مما يسبب التشوهات. وقد تحدث الوفاة بسبب الاختناق حيث تفقد الحنجرة صلابتها وتنهار.
- أورام الغضروف.

## إصلاح ضرر الغضروف المفصلي
على الرغم من أن ضرر الغضروف المفصلي لا يهدد الحياة، إلا أنه يؤثر بشدة على نوعية الحياة. ضرر الغضروف المفصلي هو سبب الألم الشديد والتورمات والحواجز القوية للتنقل والقيود الشديدة للمريض. على مدى العقود الماضية، قام الجراحون ومشاريع التكنولوجيا الحيوية[من؟] بوضع إجراءات واعدة والتي تُسهم في إصلاح الغضروف المفصلي. هذه الإجراءات لا تعالج الفصال العظمي.

## وصلات خارجية
- جمعية جراحة العظام الأمريكية للطب الرياضي
- The Steadman-Hawkins Clinic